# Anapausis dufourella
Anapausis dufourella is een muggensoort uit de familie van de Scatopsidae. De wetenschappelijke naam van de soort is voor het eerst geldig gepubliceerd in 1984 door Haenni.